# Liste der Kulturgüter in Valeyres-sous-Rances
Die Liste der Kulturgüter in Valeyres-sous-Rances enthält alle Objekte in der Gemeinde Valeyres-sous-Rances im Kanton Waadt, die gemäss der Haager Konvention zum Schutz von Kulturgut bei bewaffneten Konflikten, dem Bundesgesetz vom 20. Juni 2014 über den Schutz der Kulturgüter bei bewaffneten Konflikten sowie der Verordnung vom 29. Oktober 2014 über den Schutz der Kulturgüter bei bewaffneten Konflikten unter Schutz stehen.
Objekte der Kategorien A und B sind vollständig in der Liste enthalten, Objekte der Kategorie C fehlen zurzeit (Stand: 1. Januar 2023).

## Kulturgüter
| Foto |                                                                            | Objekt | Kat. | Typ | Standort                                 | Beschreibung |
| ---- | -------------------------------------------------------------------------- | --- | ---- | --- | ---------------------------------------- | ------------ |
| ja   | Datei hochladen · Wikidata zu Maison Bonstetten (Q2970882)                 | Maison Bonstetten KGS-Nr.: 06509                                                                                                  | A    | G   | Rue du Village 5 530229 / 178356         |              |
| ja   | Datei hochladen · Wikidata zu Ehemaliges Zehntenhaus (Q29891563)           | Ehemaliges Zehntenhaus / Ancienne dîme KGS-Nr.: 06510                                                                             | B    | G   | Route de la Robellaz 1–3 529963 / 178360 |              |
| BW   | Datei hochladen · Wikidata zu (Q29891565)                                  | Schloss Valeyres mit Schuppen, Köhlerei und Waschküche / Château de Valeyres avec remise, charbonnier et buanderie KGS-Nr.: 06511 | B    | G   | Rue du Manoir 19–21 530443 / 178517      |              |
| ja   | Datei hochladen · Wikidata zu Reformierte Kirche Saint-Jacques (Q29891566) | Reformierte Kirche Saint-Jacques / Église réformée Saint-Jacques KGS-Nr.: 14752                                                   | B    | G   | Route de Montcherand 1.2 529750 / 178263 |              |